# Niel Brandt
William Nielsen Brandt (nacido el 10 de junio de 1970; también conocido como Niel Brandt) es un astrónomo estadounidense, profesor de Astronomía y Astrofísica Verne M. Willaman y profesor de física en la Universidad Estatal de Pensilvania. Es conocido por su trabajo en galaxias activas, estudios de rayos X cosmológicos, galaxias de explosión estelar, galaxias normales y binarias de rayos X.

## Educación
Brandt nació en Durham (Carolina del Norte), aunque se crio en Janesville (Wisconsin). Asistió a la Milton High School de Milton (Wisconsin) y a la Phillips Exeter Academy de Exeter (Nuevo Hampshire). Sus estudios de pregrado los realizó en el Instituto de Tecnología de California (B.S. 1992), donde vivió en Blacker Hovse (compartiendo habitación con Ian Agol) y fue galardonado con el Premio George Green a la Beca Creativa. Sus estudios de posgrado los realizó en el Instituto de Astronomía, Cambridge con Andrew Fabian.

## Carrera
De 1996 a 1997, Brandt realizó una beca postdoctoral en el Centro de astrofísica Harvard-Smithsonian, donde trabajó con colegas como Martin Elvis y Belinda Wilkes. En 1997, asumió el cargo de profesor asistente en la Universidad Estatal de Pensilvania. Fue ascendido a profesor asociado en 2001, profesor titular en 2003, profesor distinguido en 2010 y profesor Verne M. Willaman en 2014.

## Investigación y docencia
La investigación de Brandt se centra en estudios observacionales de agujeros negros supermasivos (SMBH) y estudios de rayos X cosmológicos. Los objetos específicamente investigados incluyen SMBH de acumulación activa (es decir, núcleos de galaxias activos: AGN), galaxia con brote estelar y galaxias normales. Su trabajo utiliza datos de instalaciones a la vanguardia del descubrimiento astrofísico, incluido el Observatorio de rayos X Chandra, XMM-Newton, NuSTAR y Sloan Digital Sky Survey.
Está involucrado con próximos proyectos, incluido el Observatorio Vera C. Rubin, el Advanced Telescope for High Energy Astrophysics (ATHENA), y nuevas misiones de rayos X. En su trabajo de estudios de rayos X cosmológicos, Brandt ha sido un líder en la obtención de rayos X más sensibles
estudios realizados hasta la fecha, incluido el campo profundo de Chandra-Norte y el campo profundo de Chandra-Sur. Estos se han utilizado para
explorar la demografía, la física y la ecología de los núcleos de galaxias activos en crecimiento, típicas durante la mayor parte de la historia cósmica. 
También ha estudiado las poblaciones de fuentes de rayos X en galaxias normales y en forma de estrella a distancias cosmológicas. En sus estudios generales de AGN, ha investigado los vientos de AGN, las propiedades de rayos X de los primeros cuásares y las poblaciones extremas de AGN.
(por ejemplo, galaxias Seyfert 1 de línea estrecha y cuásares de línea débil). También ha trabajado en investigaciones del radiación de fondo de microondas y los efectos de las patadas natales de estrellas de neutrones y agujeros negros. Brandt es autor de más de 500 artículos de investigación sobre estos temas.
Brandt dirige un pequeño grupo que incluye investigadores postdoctorales, estudiantes de posgrado y estudiantes de pregrado. Muchos de ellos, después de desarrollar sus habilidades a través de sus proyectos de investigación, han pasado a formar parte del personal docente y permanente. También imparte regularmente cursos sobre astrofísica de alta energía, agujeros negros y galaxias activas.

## Premios seleccionados
- Premio Caltech George Green a la Beca Creativa, 1992
- Beca de investigación para graduados de la NSF, 1994–1996
- Membresía Sloan, 1999-2004
- Premio NSF Faculty Early Career Development (CAREER), 2000-2005
- Premio Newton Lacy Pierce en Astronomía, 2004[3]
- Miembro de la Sociedad Estadounidense de Física, 2009
- Premio Bruno Rossi, 2016[4]
- Elegido miembro de Legado de la Sociedad Astronómica Estadounidense, 2020[5]